# Loi de programme pour la recherche
Loi sur l'innovation et la recherche (1999) Loi relative à l'enseignement supérieur et à la recherche (2013)
La loi de programme no 2006-450 du 18 avril 2006 pour la recherche est une loi française sur la recherche scientifique, promulguée par le gouvernement Villepin (UMP). C'est la plus importante touchant à ce domaine depuis la loi de 1982 d'orientation et de programmation pour la recherche et le développement technologique de la France. 

## Histoire de l'adoption de la loi
La loi votée en 2006 est l'aboutissement d'un processus assez long qui est né à la suite du mouvement des chercheurs en 2003, notamment autour du mouvement Sauvons la recherche. Le projet initial déposé par le gouvernement Jean-Pierre Raffarin (3) s'intitulait loi d'orientation et de programmation pour la recherche et l'innovation (LOPRI). Bien qu'il n'ait pas été rendu public, il avait été connu des personnes concernées à la suite d'une fuite (voir lien externe).
Ce premier projet vivement contesté par tous les syndicats de l'enseignement, de la Conférence des présidents d'université et du collectif Sauvons la recherche, prévoyait de nombreux changements :
- un financement qui détournerait les EPST ;
- la séparation de la recherche et de l'enseignement universitaire qui pourrait se pratiquer sur des universités différentes, sans qu'il y ait de liens entre les deux. Comme le financement jusqu'à bac plus trois par les facs et financé pour le bac plus 5 et 8 par les PRES (Pôle de recherche et d'enseignement supérieur) — la création des PRES avait été suggérées par le rapport des États généraux de la recherche de 2004[2] ;
- un recours plus important aux personnels précaires ;
- l'entrée massive des entreprises dans la définition des orientations universitaires ;
- la pré-orientation des fonds alloués, ce qui a incité les opposants au texte à utiliser la formule[3] : « L’électricité n’a pas été inventée en cherchant à perfectionner les bougies. » ;
- un fort soutien à la recherche privée.

N'ayant pas encore adopté à l'époque du référendum de 2005, il a été en grande partie repris par le gouvernement Dominique de Villepin. En particulier, la plupart des dispositions critiquées par les acteurs de la recherche, ont néanmoins été retenues dans la loi finale.

## Les dispositions de la loi

### TitreIer: dispositions de programmation
La loi fixe l'objectif d'un effort de 19,4 milliards d'euros sur la période de 2005 à 2010. La majeure partie de ce montant doit alimenter les crédits de la mission interministérielle « recherche et enseignement supérieur ». Des financements à des projets à travers des agences et des compensations fiscales en faveur de la recherche sont également inclus.

### Titre II: l'organisation de la recherche
La loi crée auprès du président de la République un Haut Conseil de la science et de la technologie, chargé de l'éclairer ainsi que le gouvernement et le Parlement sur les grandes orientations de la recherche et du développement technologique. 
Une autre disposition complète l'article L.111-3 du code de la recherche pour mieux faire apparaître le rôle de la recherche dans le développement durable. 
La loi s'efforce aussi de faciliter la coopération entre les différents acteurs de la recherche. Elle prévoit notamment de créer des pôles de recherche et d'enseignement supérieur (PRES). Un PRES regroupe plusieurs organismes, dont au moins un établissement public à caractère scientifique, culturel et professionnel (EPCSCP), les autres appartenant à l'une des catégories suivantes : EPCSCP, EPST, CHU, centre de lutte contre le cancer, organisme privé d'enseignement supérieur et / ou de recherche. Peuvent s'associer au PRES des associations, des collectivités locales ou des entreprises. Les participants au PRES peuvent être français ou européens. 
Sur un modèle similaire, la loi prévoit aussi la création de réseaux thématiques de recherche avancée ou de centres thématiques de recherche et de soins. 
Ces trois nouveaux systèmes de coopération peuvent soit fonctionner sans constituer de personne morale nouvelle, soit prendre la forme de groupements d'intérêt public, soit adopter une des nouvelles formes juridiques prévues par la loi. 
Ces nouvelles formes sont : 
- l'établissement public de coopération scientifique, nouveau type d'établissement public dont les statuts, déterminés par les membres participants et associés, doivent être approuvés par décret ;
- la fondation de coopération scientifique, qui est de droit privé et suit les règles propres aux fondations.

Sur le plan financier, la loi institue des allocations individuelles spécifiques pour les jeunes chercheurs. Elle prévoit aussi que les conventions collectives pourront reconnaître le doctorat comme un niveau de qualification spécifique ayant une incidence sur le niveau de rémunération ou sur la situation professionnelle (article L.411-4 du code de la recherche). 

La loi de programme comprend des dispositions touchant à l'évaluation de la recherche. L'article L.114-1 du code de la recherche dispose maintenant que : 
« Les activités de recherche financées en tout ou partie sur fonds publics, réalisées par des opérateurs publics ou privés, sont évaluées sur la base de critères objectifs adaptés à chacune d'elles et s'inspirant des meilleures pratiques internationales. Parmi ces critères, les contributions au développement de la culture scientifique sont prises en compte. »
Le Comité national d'évaluation des établissements publics à caractère scientifique, culturel et professionnel et le Comité national d'évaluation de la recherche fusionnent pour former l'Agence d'évaluation de la recherche et de l'enseignement supérieur, qui reçoit le statut d'autorité administrative indépendante. Elle est chargée d'évaluer les établissements publics d'enseignement supérieur et de recherche, ainsi que leurs structures de coopération, d'évaluer les formations et diplômes de l'enseignement supérieur, enfin de définir les conditions de l'évaluation des chercheurs.

### Titre III: dispositions d'adaptation et de simplification en matière de recherche
Les premières dispositions de ce titre sont des adaptations du code de la recherche dans la définition des objectifs de la recherche, en particulier pour reconnaître son rôle d'expertise. L'article 13 de la loi prévoit, dans le délai de six mois, la présentation d'un rapport sur la coopération entre universités et grandes écoles. 
L'Agence nationale de la recherche, qui était un groupement d'intérêt public, devient un établissement public. 
Quelques modifications sont apportées au code de la recherche, pour faciliter le passage des chercheurs publics dans l'entreprise, soit de manière temporaire, soit définitivement en vue d'une reconversion. Des dispositions sont également prévues pour leur permettre de bénéficier d'un congé pour participer à la création ou à la gestion d'une jeune entreprise innovante. 
Les établissements publics de recherche sont autorisés à confier la valorisation des résultats de la recherche à une société privée. 
Enfin, l'Académie des technologies est transformée en établissement public.

### Titre IV: dispositions relatives à l'Institut de France et aux académies
Les articles 35 à 38 de la loi sont relatifs à l'Institut de France et aux cinq académies qui le composent. Ces différents organismes sont définis comme des « personnes morales de droit public à statut particulier ».
Selon l'article 36, l'administration de l'Institut est assurée par la commission administrative centrale, qui élit le chancelier de l'Institut, et par l'assemblée générale des membres de l'Institut. Chaque académie est administrée par ses membres, qui désignent une commission exécutive et un secrétaire perpétuel (deux pour l'Académie des sciences). 
Ces quatre articles n'apportent guère de changement, mais donnent une force législative à des dispositions autrefois éparses.

### Titre V: dispositions relatives à l'implantation du projet ITER en France
Les articles 39 et 40 comprennent différentes dispositions tendant à lever des obstacles administratifs au développement du projet ITER. Elles adaptent les statuts du Commissariat à l'énergie atomique et facilitent les opérations d'expropriation et de défrichement autour de Cadarache. 

### Titre VI: dispositions diverses
Outre les traditionnelles dispositions d'application à l'outre-mer, ce titre : 
- actualise quelques dispositions touchant à la préparation et à la délivrance du doctorat ;
- affirme la volonté de faciliter l'égalité des hommes et des femmes dans l'enseignement supérieur et la recherche en France ;
- tire les conséquences de changements administratifs et de la loi LOLF.